# Apanthura tyrrhenica
Apanthura tyrrhenica là một loài chân đều trong họ Anthuridae. Loài này được Wägele miêu tả khoa học năm 1980.